# SpaceX Crew-8
SpaceX Crew-8 war die neunte bemannte NASA-Mission mit einem Crew-Dragon-Raumschiff von SpaceX im Rahmen des Commercial-Crew-Programms. Der Flug startete am 4. März 2024 mit einer Falcon 9 zur Internationalen Raumstation (ISS).

## Besatzung
- Matthew Dominick, Kommandant, 1. Raumflug (USA/NASA)
- Michael Barratt, Pilot, 3. Raumflug (USA/NASA)
- Jeanette Epps, Missionsspezialistin, 1. Raumflug (USA/NASA)
- Alexander Grebenkin, Missionsspezialist, 1. Raumflug (Russland/Roskosmos)[4]

## Mission
Die Crew Dragon startete am 4. März 2024 vom Launch Complex 39 des NASA-Weltraumbahnhofs Kennedy Space Center in Florida. Mit Andocken an die ISS wurde die Besatzung Teil der ISS-Expedition 70 sowie anschließend der darauffolgenden Expedition 71, die mit dem Abkoppeln von Sojus MS-24 begann.
Zu den Experimenten, die während der Mission durchgeführt werden sollten, gehörten die Untersuchung degenerativer Krankheiten mithilfe von Organoiden, Versuche zur Auswirkung von Mikrogravitation und UV-Strahlung auf Pflanzen und das Testen von Druckmanschetten an den Beinen zur Verhinderung Flüssigkeitsverschiebungen im Körper. Insgesamt sollten mehr als 200 wissenschaftlichen Experimente und Technologiedemonstrationen durchgeführt werden.
Nach mehr als einem halben Jahr auf der ISS kehrte die Besatzung am 25. Oktober 2024 zur Erde zurück, wegen der von Hurrikan Milton verursachten schlechten Wetterbedingungen zwei Wochen später als geplant. Abweichend von den üblichen Abläufen wurden die vier Raumfahrer nach der Wasserung vorsichtshalber in das Krankenhaus Ascension Sacred Heart in Pensacola gebracht. Drei Besatzungsmitglieder wurden nach medizinischen Untersuchungen wieder entlassen, während das vierte Mitglied, offenbar ein NASA-Astronaut, über Nacht im Krankenhaus verblieb. Die NASA teilte nicht mit, um wen es sich handelte.
Mit 235 Tagen war diese Mission der bis dahin längste bemannte US-Raumflug.